# 藤尾正行
藤尾 正行（ふじお まさゆき、1917年〈大正6年〉1月1日 - 2006年〈平成18年〉10月22日）は、日本の政治家。位階勲等は正三位勲一等。
衆議院議員（11期）、文部大臣（第109代）、労働大臣（第43代）、自由民主党政務調査会長（第31代）を歴任した。

## 来歴
東京生まれ。関東大震災で家が焼失したことから、移住先の神戸で少年時代を過ごす。教員への暴力事件で旧制神戸第一中学校を放校処分になった後、明治大学予科に進むが、ここでも教員への暴力により中退。応召し、2年間の兵役に従事して病気除隊後、上智大学文学部新聞学科卒業。
読売新聞社記者を経て、河野一郎に見出され1963年の第30回衆議院議員総選挙に自由民主党公認で旧栃木2区から出馬し、初当選した（当選同期に小渕恵三・橋本龍太郎・小宮山重四郎・伊東正義・田中六助・渡辺美智雄・佐藤孝行・中川一郎・三原朝雄・西岡武夫らがいる）。当選後、政界入りのきっかけである河野一郎が率いる春秋会に入会。その後、福田赳夫が立ち上げた清和会に入会し、福田邸に毎朝日参して福田の指導を受ける側近であった。福田と藤尾の関係について亀井静香は「忠実な家臣」、石原信雄は「派閥の子分」と述べている。巨漢で強面でありながら、いつも小柄の福田の横にいる姿は、政界の弁慶という感じだったという。口数が少なく寡黙ながら、意に反することには毅然と反論する無骨な姿には福田派内でも一目置かれていた。
ポスト佐藤栄作を争う、1972年の自民党総裁選（角福戦争）で福田は田中角栄に敗れ、藤尾は田中の金権政治を批判した。1973年4月、日中航空協定の中国に配慮する一方で台湾を軽視する等の日中航空協定に絡む日本国外務省公電機密電報を暴露した。亀井は「角さんが台湾と断交としてでも中国との国交正常化を進めようとしたのに対し、保守派の福田さんは日中交渉に慎重だった。同じ保守派の藤尾さんもその点でも相通じるものがあったかもしれない。」と回顧している。同年7月に青嵐会の旗揚げに参加し、同会の代表世話人を務める。親台派であり知られ、中国や韓国へ対して、物議を醸すこともあった。1975年から衆議院文教委員長及び日本経営管理協会会長、1976年から衆議院内閣委員長を務める。
1980年7月、鈴木善幸内閣の労働大臣で初入閣した。1983年から自由民主党政務調査会長を3期にわたって務める。政調会長在任中の1985年、大蔵省の地方自治体への一律補助金削減法案に反対して政調会長室への大蔵官僚の出入りを禁止。最終的に竹下登大蔵大臣の斡旋により、大蔵省が藤尾の主張を全面的に受け入れたため、政調会長室への大蔵官僚の出入りを認めた。
1986年7月、第3次中曽根内閣に文部大臣で入閣するが、自身の歴史認識をめぐる発言により中曽根康弘首相や後藤田正晴官房長官から辞任を促されるも拒絶し、自身の意思で罷免を択んだ。閣僚罷免は1953年の広川弘禅農林大臣以来33年ぶりで、憲政史上3例目。以後は入閣や党三役に就くことはなく、1996年の第41回衆議院議員総選挙には出馬せず政界引退した。1998年11月3日、勲一等旭日大綬章受章。
2006年10月22日、肺炎のため東京都内の病院で死去。89歳没。

## 人物

### 文部大臣罷免
1986年、第3次中曽根内閣で文部大臣に任命されるが、入閣直後に歴史教科書問題に関連して「戦争で人を殺しても殺人（罪）には当てはまらない」「東京裁判は勝者の裁判であり不当。」「韓国併合は合意の上に形成されたもので、日本だけでなく韓国側にも責任がある」等の対談中の発言が月刊誌『文藝春秋』（1986年10月号）に掲載され、野党をはじめとする左派から「放言大臣」と非難された。大韓民国や中華人民共和国の反発を憂慮した中曽根首相は、藤尾の自発的な閣僚辞任を求めるが、藤尾が「発言を問題にするのであれば罷免すればよい」と主張して辞任を拒否したため、中曽根は罷免権を発動し、藤尾文部大臣を罷免した。
この際、官邸は前もって対談における藤尾の発言内容を把握しており、内閣官房長官後藤田正晴は9月3日（10月号は9月10日発売）に、文藝春秋に外務省アジア局長の藤田公郎を派遣。藤田は文藝春秋に対し、2か所の削除、訂正を申し入れたが文藝春秋側（当時編集長は堤堯）はこれを拒否し、内容証明をもって中曽根首相、後藤田官房長官に対し事前検閲であり憲法違反だとして抗議を行った。
藤尾自身は後年、この発言について「（風見鶏と揶揄されていた中曽根の）その場しのぎの外交に一石を投じる意図であえて行った」と主張した。中曽根が藤尾を罷免したことについて、小林よしのりは『戦争論2』のなかで「中曽根は韓国のご機嫌を取るために藤尾氏を罷免」したと述べている。一連の言動から藤尾を「信念の人」として評価する声がある一方、この発言により韓国や中国から「極右妄言政治家」として見られるようになった。
なお、罷免された直後に自身の発言の反響や、記者時代の回想をも交えた「放言大臣 再び吠える」が文藝春秋（1986年11月号）に掲載され、同稿は翌年に文藝春秋読者賞を受賞した。翌1987年6月に、評伝『剛直怒濤の現代政治家藤尾正行 それからの100日 近代日本の歪みを衝く』（近代政経研究会）が出版された。
当時、同じ安倍派の議員だった亀井静香は「背景にはそもそも、中曽根さんの日和見的な行動に対する、藤尾さんの疑念やわだかまりがあったのだと、俺は見ている。佐藤内閣後の総選挙で、角さんと福田さんが決選投票で一騎打ちになったときだ。それまで福田さんは、同じ上州の中曽根さんは必ず応援してくれると思っていた。ところが角さんからのカネになびいた中曽根さんは直前で田中支持に回り、福田さんは敗れてしまった。恩師が裏切られているのを間近に見ていた藤尾さんは、実に無念だったに違いない。
大平内閣不信任決議で大平さんに退陣要求をした中曽根さんがやってきてこう演説をぶった。「君たちのやっていることは正しい。いい決心だ。」ところがだ。さっきまで一心同体と思っていた中曽根さんは議場に入るなり、不信任反対票に投じたんだ。結果、俺たち福田派が欠席したために、採決は可決され、納得できない大平さんは衆議院を解散、いわゆるハプニング解散になったが、中曽根さんの変節っぷりに派内は皆唖然としていた。おそらく次期総裁を睨む中曽根さんからすれば、田中派に恩を売ろうと思っての行動だったのだろう。「風見鶏」と言われた中曽根さんと、一徹な藤尾さんは相容れない。出世より自分の主義と義理を重んじ、生涯同じ主君に仕えた藤尾さんのような政治家は、今はいなくなってしまった。」と回顧している。

### 政治姿勢
1988年に発覚したリクルート事件で竹下内閣が退陣し、経世会による自民党支配が続く中で、党の金権体質を真っ向から批判する数少ない政治家であった。歴史認識の面でも1990年には、北朝鮮を訪問し、植民地支配をめぐる戦後補償を金日成に対して約束した訪朝団団長の金丸信を強く批判した。日華議員懇談会の会長を長らく務め、親台派議員の代表格であった。
文部大臣時代、自身の歴史認識をめぐる発言の前に終戦記念日に靖国神社参拝を見送った首相の中曽根康弘を「そうしなければ対外的姿勢をわかってもらえないというのは、外交がいかに拙劣かを示している。」と公然と批判した。
92年4月、中国の総書記・江沢民が来日し正式に招請。自民党では藤尾ら保守派が朝貢外交だと反発していた。内閣総理大臣・宮澤喜一は「中国の要請を握りつぶしたら悔いが残る」と考えていた。
亀井静香が1979年に初当選し、福田派に入った際、誰に会っても反抗ばかりしていた為、派閥の先輩議員達は「亀井みたいな奴は追い出せ。」と言われていたが、藤尾だけは亀井を可愛がり、いつも亀井の後ろに藤尾がいた為、次第に口出す議員もいなくなった。